# Beneficjent
Beneficjent – osoba otrzymująca pieniądze lub inne korzyści. Na przykład osoba, której udzielono kredytu albo na rzecz której została otwarta akredytywa, udzielona gwarancja lub poręczenie. W przypadku przelewów pieniężnych (zarówno lokalnych, jak i zagranicznych) – osoba, na rzecz której zostaje dokonany przelew.
Warto zaznaczyć, iż w podstawym znaczeniu słowa beneficjent (z łac. beneficium - "dobrodziejstwo" lub beneficus - "dobroczynny") oznacza jednostkę czyniącą dobro, a nie będącą jego odbiorcą. 

## Prawo w Polsce
Zgodnie z nowelizacją ustawy z dnia 1 marca o przeciwdziałaniu praniu pieniędzy i finansowaniu terroryzmu (Dz. U. 2018 poz.723) od 13 października 2019 r. powstał Centralny Rejestr Beneficjentów Rzeczywistych. Ujawnieniu zostały poddane dane beneficjentów rzeczywistych założonych po tej dacie m.in. spółek komandytowych, jawnych, komandytowo-akcyjnych, z o.o., akcyjnych, ale również osób prowadzących jednoosobową działalność gospodarczą. Do 13 kwietnia 2020 r. obowiązek zgłoszenia muszą spełnić również podmioty uprzednio założone.
Ustawa szczegółowo wskazuje na cechy, jakie pozwalają uznać daną osobę fizyczną za beneficjenta rzeczywistego. W ogólnym rozumieniu beneficjentem rzeczywistym może zostać uznana osoba fizyczna lub osoby fizyczne, które sprawują bezpośrednią lub pośrednią kontrolę i władzę uprawniającą do wywierania decydującego wpływu na czynności bądź działania podejmowane przez określony podmiot. W Centralnym Rejestrze Beneficjenta Rzeczywistego ujawnia się dane dotyczące imienia i nazwiska, numeru PESEL, państwa zamieszkania oraz informację o wielkości i charakterze udziału bądź uprawnień przysługujących beneficjentowi rzeczywistemu.